# هنري فيلارد
هنري فيلارد (بالإنجليزية: Henry Serrano Villard)‏ (1900 - 1996)، هو كاتب وسياسي ودبلوماسي أمريكي، وعمل قيد حياته سفيرا مما اتاح له التنقل في العديد من بلدان العالم، ومعايشة المشكلات والقضايا العالمية، إلى ان تفرغ في نهاية الستينيات للكتابة مفتتحاً كتاباته يروي قصة صداقته للكاتب الأمريكي الشهير إرنست همينغوي. ومن ابرز مؤلفاته «همينغوي..الحب والحرب». توفي فيلارد بسبب الإلتهاب الرئوي في 21 يناير 1996 في لوس أنجلوس عن عمر يناهز 95 عامًا.

## من مؤلفاته
- «همينغوي..الحب والحرب»